# 蔷薇单囊壳
蔷薇单囊壳（学名：Sphaerotheca rosae）是属于白粉菌目白粉菌科单囊壳属的一种真菌，寄生在蔷薇属植物上。该种分布于中国。